# Big Loop
Big Loop sont des montagnes russes assises situées à Heide-Park, en Allemagne. Elles ont ouvert en 1983 et sont les premières montagnes russes du parc. Le parcours possède 4 inversions.

## Parcours

Plan du parcours.

Après avoir quitté la gare, le train fait une descente de 2 mètres, puis fait un virage à 180 degrés. Il monte le lift hill et atteint la hauteur de 30 mètres. Après la première descente, le train fait deux loopings verticaux en ligne droite. Après un autre virage à 180 degrés, il fait deux tire-bouchons (double corkscrew) à la suite avant de revenir à la gare.
Il existe aussi d'autres MK-1200 de Vekoma, mais ils ne ressemblent pas forcement au Big Loop. Un des plus proches, Python à Efteling possède un trajet similaire hormis le début et la fin.

## Les trains
Big Loop avait à l'origine 2 trains de 7 wagons. Il y avait 28 places par wagon et ils étaient construits par Arrow Dynamics. Depuis la saison 2010, l'attraction fonctionne avec des trains de Vekoma, qui étaient sur les montagnes russes Corkscrew à Alton Towers, fermées en 2008. Ces trains ont 6 wagons de 24 places. Comme ceux des anciens trains, les wagons ont deux rangées de deux places. La capacité de l'attraction est de 1 200 personnes par heure, alors qu'elle était de 1 400 avec les anciens trains.

## Galerie

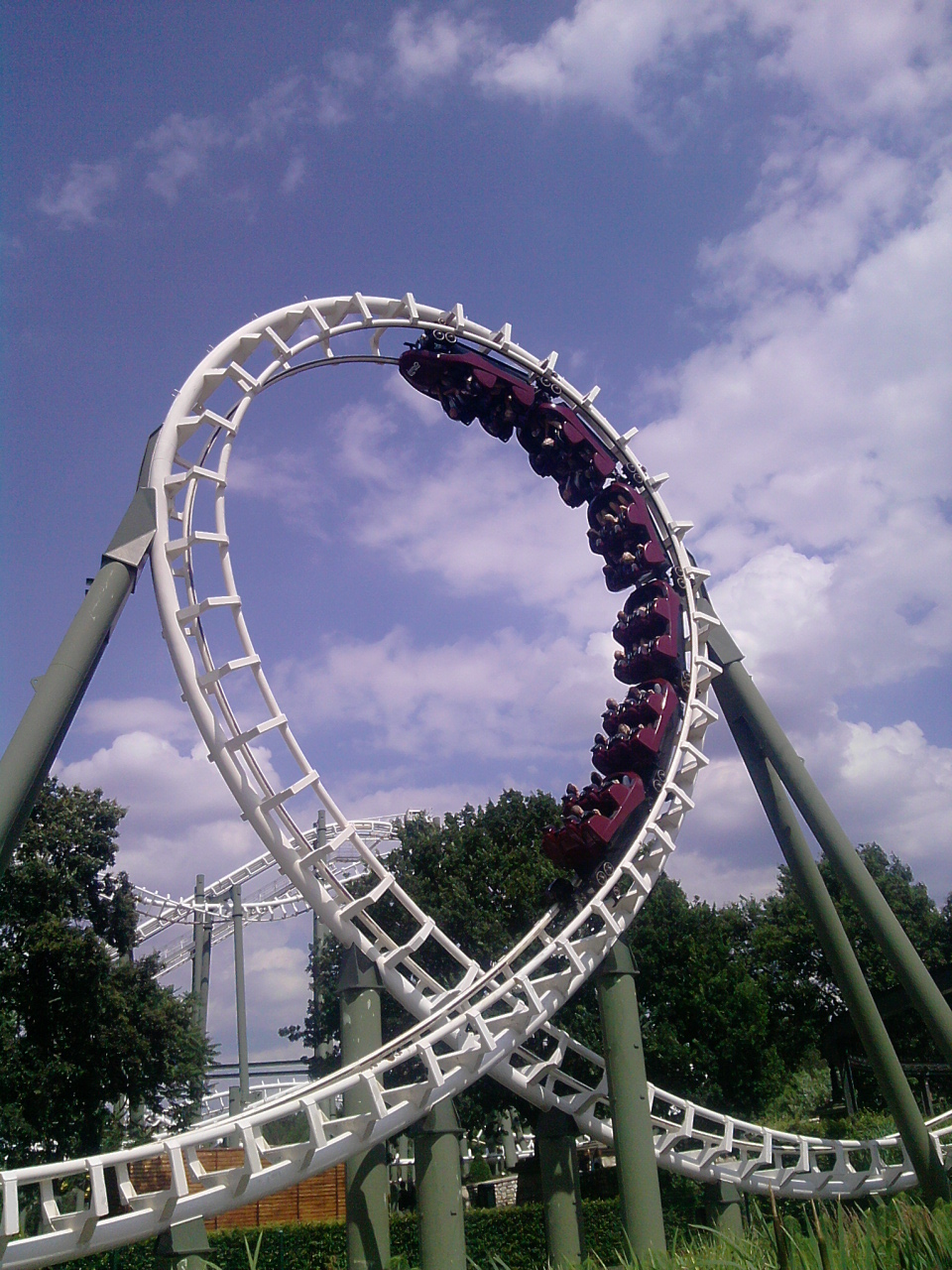
Un des nouveaux trains dans un looping.
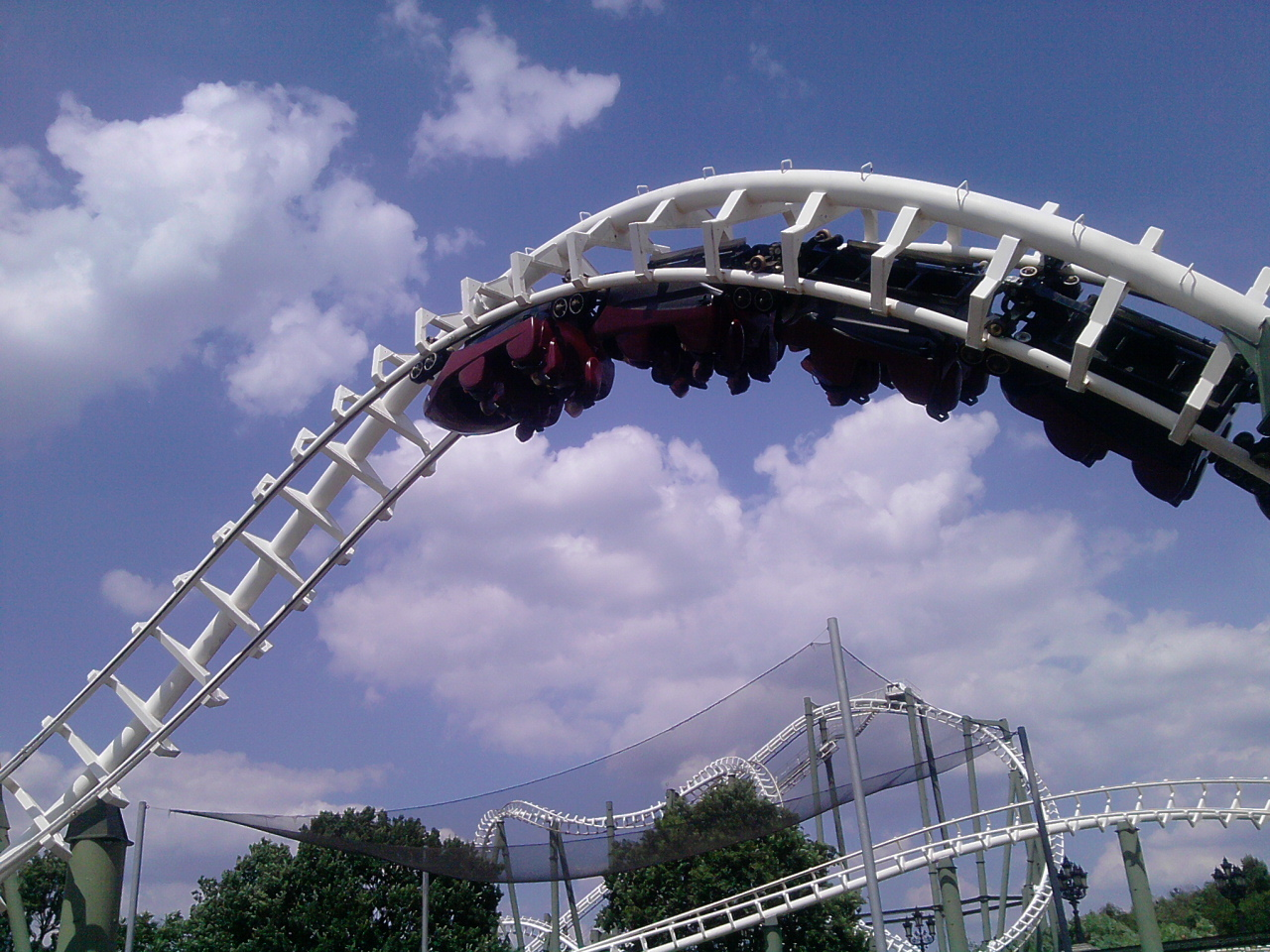
Un des nouveaux trains dans un tire-bouchon.